# 黄岳忠
黄岳忠（1943年—），江苏盐城人，汉族，中华人民共和国政治人物、第十一届全国人民代表大会安徽地区代表。
毕业于清华大学自动控制系微电机专业，是中共党员。担任安徽省人大代理主任。2008年起担任全国人大代表。